# Bodo Mergell
Bodo Wilhelm Friedrich Mergell (* 26. Juni 1912 in Gießen; † 11. April 1954 in Frankfurt am Main) war deutscher Philologe und Hochschullehrer.

## Leben
Er studierte an der Universität Frankfurt am Main (1930–1931/1934–1936: erstes Staatsexamen), Universität München (1931) und Universität Montpellier (1932–1933). November 1933 trat er in die SA ein, am 22. August 1937 beantragte er die Aufnahme in die NSDAP und wurde rückwirkend zum 1. Mai desselben Jahres aufgenommen (Mitgliedsnummer 4.498.074). Von 1934 bis 1940 war er Assistent an der Universität Frankfurt am Main. Nach der Promotion 1936 an der Universität Frankfurt am Main und der Habilitation 1943 ebenda lehrte er dort von 1941 bis 1946 als Privatdozent. Von 1946 bis 1954 lehrte er als Professor für Deutsche Philologie an der Universität Mainz.

## Schriften (Auswahl)
- Wolfram von Eschenbach und seine französischen Quellen. Band 1. Wolframs Willehalm. Münster 1936, OCLC 715147490.
- Wolfram von Eschenbach und seine französischen Quellen. Band 2. Wolframs Parzival. Münster 1943, OCLC 163391742.
- Tristan und Isolde. Ursprung und Entwicklung der Tristansage des Mittelalters. Mainz 1949, OCLC 882531810.